# Lijst van landen in 1942
Hieronder volgt een lijst van landen van de wereld in 1942.

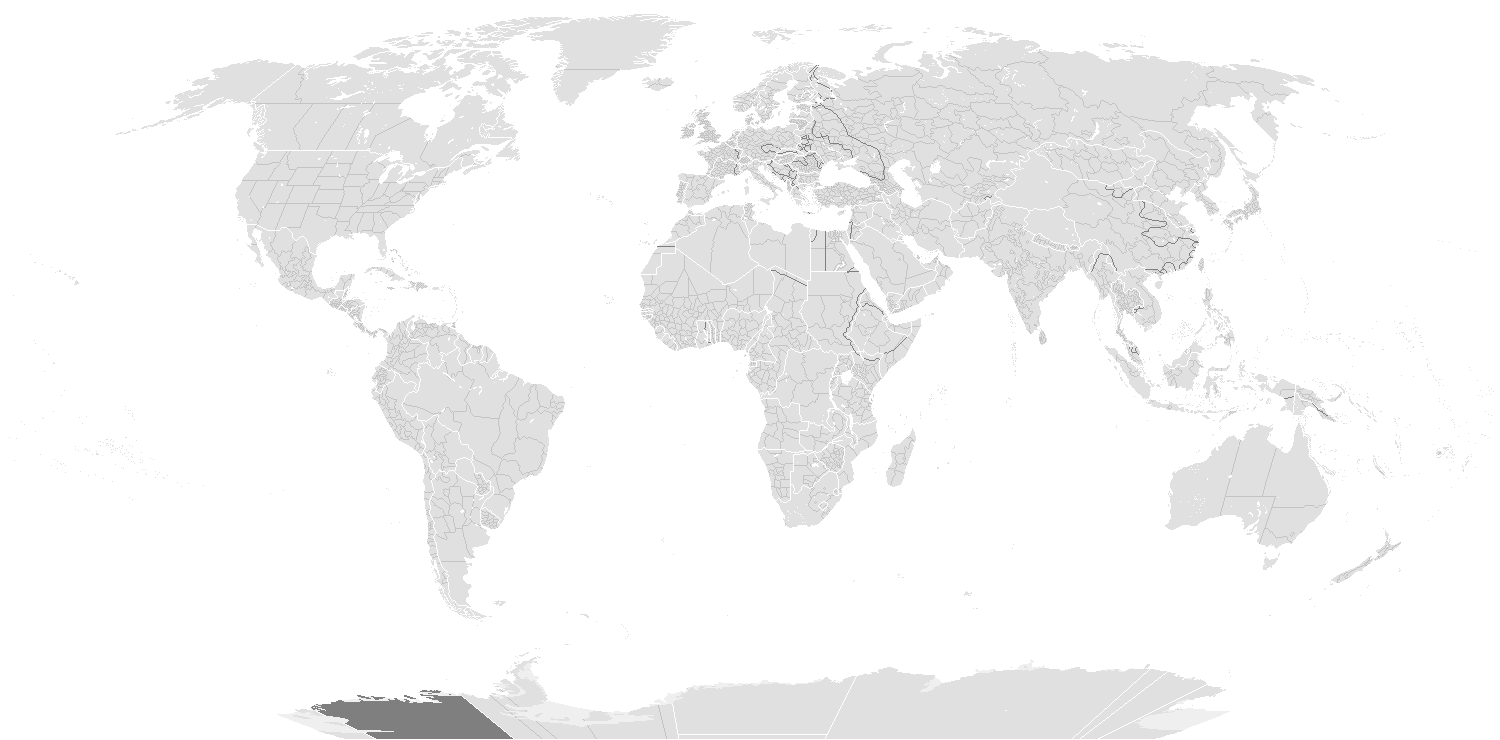
Staatkundige kaart van november 1942

## Uitleg
- Op 1 januari 1942 waren er 52 onafhankelijke staten die door een ruime meerderheid van de overige staten erkend werden (inclusief Andorra[1], exclusief Nieuw-Zeeland[2] en Australië en exclusief vazalstaten). In 1942 kreeg het Britse dominion Australië volledige onafhankelijkheid en verdween Monaco als onafhankelijke staat.
- Alle de facto onafhankelijke staten zonder ruime internationale erkenning zijn weergegeven onder het kopje Niet algemeen erkende landen.
- Het in grote mate onafhankelijke Nieuw-Zeeland (en Australië tot 9 oktober) zijn weergegeven onder het kopje Dominions van het Britse Rijk.
- De afhankelijke gebieden, dat wil zeggen gebieden die niet worden gezien als een integraal onderdeel van de staat waar ze afhankelijk van zijn, zijn weergegeven onder het kopje Niet-onafhankelijke gebieden. Vazalstaten zijn hierbij inbegrepen. Åland is ook inbegrepen vanwege zijn speciale status.
- Autonome gebieden en micronaties zijn niet op deze pagina weergegeven.

## Staatkundige veranderingen in 1942
- 2 januari: het Amerikaanse Gemenebest van de Filipijnen wordt door Japan bezet. Op 6 januari wordt ook het Britse Brunei door Japan bezet, op 19 januari het Britse Noord-Borneo, op 21 januari het Australische Territorium Nieuw-Guinea, op 31 januari de Britse Gefedereerde Maleise Staten en Johor, op 8 maart Nederlands-Indië wordt door Japan bezet, op 31 maart de Britse Straits Settlements, op 1 augustus het Britse Birma en op 26 augustus Nauru.
- 18 juli: einde van het beheer van de Companhia de Moçambique over Manica en Sofala.
- Augustus: het in 1940 door Duitsland bezette Luxemburg wordt door Duitsland geannexeerd.
- 9 oktober: het Britse dominion Australië krijgt volledige onafhankelijkheid.
- 10 november: Duitse bezetting van Tunesië.
- 11 november: Duitse bezetting van Vichy-Frankrijk.
- 16 november: Monaco wordt door Italië bezet.
- 28 november: einde van het bestuur van Vichy-Frankrijk over Réunion.
- November: oprichting van de Republiek Bihać.
- November: einde van het bestuur van Vichy-Frankrijk over Frans-West-Afrika, Frans-Marokko en Frans-Togoland.
- 14 december: Britse bezetting van Madagaskar.
- 28 december: einde van het bestuur van Vichy-Frankrijk over Frans-Somaliland.

## Algemeen erkende landen

### A
| Korte landsnaam (Nederlands) | Officiële landsnaam (Nederlands) | Korte landsnaam (oorspronkelijke taal/talen) |
| ---------------------------- | -------------------------------- | -------------------------------------------- |
| Afghanistan                  | Koninkrijk Afghanistan           | Dari en Pasjtoe: Afghānestān / افغانستان     |
| Andorra                      | Vorstendom Andorra               | Catalaans: Andorra                           |
| Argentinië                   | Argentijnse Republiek            | Spaans: Argentina                            |
| Australië (vanaf 9 oktober)  | Gemenebest Australië             | Engels: Australia                            |

### B
| Korte landsnaam (Nederlands) | Officiële landsnaam (Nederlands)               | Korte landsnaam (oorspronkelijke taal/talen) |
| ---------------------------- | ---------------------------------------------- | -------------------------------------------- |
| Bolivia                      | Republiek Bolivia                              | Spaans: Bolivia                              |
| Brazilië                     | Republiek van de Verenigde Staten van Brazilië | Portugees: Brasil                            |
| Bulgarije                    | Koninkrijk Bulgarije                           | Bulgaars: Bălgarija / България               |

### C
| Korte landsnaam (Nederlands) | Officiële landsnaam (Nederlands) | Korte landsnaam (oorspronkelijke taal/talen) |
| ---------------------------- | -------------------------------- | -------------------------------------------- |
| Canada                       | Dominion Canada                  | Engels en Frans: Canada                      |
| Chili                        | Republiek Chili                  | Spaans: Chile                                |
| China                        | Republiek China                  | Mandarijn: Zhongguo / 中國                   |
| Colombia                     | Republiek Colombia               | Spaans: Colombia                             |
| Costa Rica                   | Republiek Costa Rica             | Spaans: Costa Rica                           |
| Cuba                         | Republiek Cuba                   | Spaans: Cuba                                 |

### D
| Korte landsnaam (Nederlands) | Officiële landsnaam (Nederlands) | Korte landsnaam (oorspronkelijke taal/talen) |
| ---------------------------- | -------------------------------- | -------------------------------------------- |
| Dominicaanse Republiek       | Dominicaanse Republiek           | Spaans: Republica Dominicana                 |
| nazi-Duitsland               | Duitse Rijk                      | Duits: Deutschland                           |

### E
| Korte landsnaam (Nederlands) | Officiële landsnaam (Nederlands) | Korte landsnaam (oorspronkelijke taal/talen) |
| ---------------------------- | -------------------------------- | -------------------------------------------- |
| Ecuador                      | Republiek Ecuador                | Spaans: Ecuador                              |
| El Salvador                  | Republiek El Salvador            | Spaans: El Salvador                          |
| Ethiopië                     | Keizerrijk Ethiopië              | Amhaars: Ītyop'iya / ኢትዮጵያ                   |

### F
| Korte landsnaam (Nederlands) | Officiële landsnaam (Nederlands) | Korte landsnaam (oorspronkelijke taal/talen) |
| ---------------------------- | -------------------------------- | -------------------------------------------- |
| Finland                      | Republiek Finland                | Fins: Suomi Zweeds: Finland                  |

### G
| Korte landsnaam (Nederlands) | Officiële landsnaam (Nederlands) | Korte landsnaam (oorspronkelijke taal/talen) |
| ---------------------------- | -------------------------------- | -------------------------------------------- |
| Guatemala                    | Republiek Guatemala              | Spaans: Guatemala                            |

### H
| Korte landsnaam (Nederlands) | Officiële landsnaam (Nederlands) | Korte landsnaam (oorspronkelijke taal/talen) |
| ---------------------------- | -------------------------------- | -------------------------------------------- |
| Haïti                        | Republiek Haïti                  | Frans: Haïti                                 |
| Honduras                     | Republiek Honduras               | Spaans: Honduras                             |
| Hongarije                    | Koninkrijk Hongarije             | Hongaars: Magyarország                       |

### I
| Korte landsnaam (Nederlands) | Officiële landsnaam (Nederlands) | Korte landsnaam (oorspronkelijke taal/talen) |
| ---------------------------- | -------------------------------- | -------------------------------------------- |
| Ierland                      | Ierland                          | Engels: Ireland Iers: Éire                   |
| Italië                       | Koninkrijk Italië                | Italiaans: Italia                            |

### J
| Korte landsnaam (Nederlands) | Officiële landsnaam (Nederlands)  | Korte landsnaam (oorspronkelijke taal/talen) |
| ---------------------------- | --------------------------------- | -------------------------------------------- |
| Japans Keizerrijk            | Groot Keizerrijk Japan            | Japans: Nihon / 日本                         |
| Jemen                        | Mutawakkilitisch Koninkrijk Jemen | Arabisch: al-Yaman / اليمن                   |

### L
| Korte landsnaam (Nederlands) | Officiële landsnaam (Nederlands) | Korte landsnaam (oorspronkelijke taal/talen) |
| ---------------------------- | -------------------------------- | -------------------------------------------- |
| Liberia                      | Republiek Liberia                | Engels: Liberia                              |
| Liechtenstein                | Vorstendom Liechtenstein         | Duits: Liechtenstein                         |

### M
| Korte landsnaam (Nederlands) | Officiële landsnaam (Nederlands) | Korte landsnaam (oorspronkelijke taal/talen) |
| ---------------------------- | -------------------------------- | -------------------------------------------- |
| Mexico                       | Verenigde Mexicaanse Staten      | Spaans: México                               |
| Monaco (tot 16 november)     | Vorstendom Monaco                | Frans: Monaco                                |

### N
| Korte landsnaam (Nederlands) | Officiële landsnaam (Nederlands) | Korte landsnaam (oorspronkelijke taal/talen) |
| ---------------------------- | -------------------------------- | -------------------------------------------- |
| Nepal                        | Koninkrijk Nepal                 | Nepalees: Nepal / नेपाल                        |
| Nicaragua                    | Republiek Nicaragua              | Spaans: Nicaragua                            |

### P
| Korte landsnaam (Nederlands) | Officiële landsnaam (Nederlands) | Korte landsnaam (oorspronkelijke taal/talen) |
| ---------------------------- | -------------------------------- | -------------------------------------------- |
| Panama                       | Republiek Panama                 | Spaans: Panamá                               |
| Paraguay                     | Republiek Paraguay               | Spaans: Paraguay                             |
| Peru                         | Peruviaanse Republiek            | Spaans: Perú                                 |
| Portugal                     | Portugese Republiek              | Portugees: Portugal                          |

### R
| Korte landsnaam (Nederlands) | Officiële landsnaam (Nederlands) | Korte landsnaam (oorspronkelijke taal/talen) |
| ---------------------------- | -------------------------------- | -------------------------------------------- |
| Roemenië                     | Koninkrijk Roemenië              | Roemeens: România                            |

### S
| Korte landsnaam (Nederlands) | Officiële landsnaam (Nederlands)                 | Korte landsnaam (oorspronkelijke taal/talen)          |
| ---------------------------- | ------------------------------------------------ | ----------------------------------------------------- |
| San Marino                   | Republiek San Marino                             | Italiaans: San Marino                                 |
| Saoedi-Arabië                | Koninkrijk Saoedi-Arabië                         | Arabisch: al-ʿArabiya as-Saʿūdiyya / العربيّة السعودية |
| Sovjet-Unie                  | Unie van Socialistische Sovjetrepublieken (USSR) | Russisch: Sovjetski Sojoez / Советский Союз           |
| Spanje                       | Spaanse Staat                                    | Spaans: España                                        |

### T
| Korte landsnaam (Nederlands) | Officiële landsnaam (Nederlands) | Korte landsnaam (oorspronkelijke taal/talen) |
| ---------------------------- | -------------------------------- | -------------------------------------------- |
| Thailand                     | Koninkrijk Thailand              | Thai: Prathet Thai / ประเทศไทย               |
| Turkije                      | Republiek Turkije                | Turks: Türkiye                               |

### U
| Korte landsnaam (Nederlands) | Officiële landsnaam (Nederlands)    | Korte landsnaam (oorspronkelijke taal/talen) |
| ---------------------------- | ----------------------------------- | -------------------------------------------- |
| Uruguay                      | Republiek ten oosten van de Uruguay | Spaans: Uruguay                              |

### V
| Korte landsnaam (Nederlands) | Officiële landsnaam (Nederlands)                          | Korte landsnaam (oorspronkelijke taal/talen) |
| ---------------------------- | --------------------------------------------------------- | -------------------------------------------- |
| Vaticaanstad                 | Staat Vaticaanstad                                        | Italiaans: Città del Vaticano                |
| Venezuela                    | Verenigde Staten van Venezuela                            | Spaans: Venezuela                            |
| Verenigd Koninkrijk          | Verenigd Koninkrijk van Groot-Brittannië en Noord-Ierland | Engels: United Kingdom                       |
| Verenigde Staten             | Verenigde Staten van Amerika                              | Engels: United States                        |

### Z
| Korte landsnaam (Nederlands) | Officiële landsnaam (Nederlands) | Korte landsnaam (oorspronkelijke taal/talen)                        |
| ---------------------------- | -------------------------------- | ------------------------------------------------------------------- |
| Zuid-Afrika                  | Unie van Zuid-Afrika             | Afrikaans: Suid-Afrika Engels: South Africa Nederlands: Zuid-Afrika |
| Zweden                       | Koninkrijk Zweden                | Zweeds: Sverige                                                     |
| Zwitserland                  | Zwitserse Bondsstaat             | Duits: Schweiz Frans: Suisse Italiaans: Svizzera                    |

## Dominions van het Britse Rijk
De dominions van het Britse Rijk hadden een grote mate van onafhankelijkheid. Met het Statuut van Westminster (1931) werden de dominions onafhankelijk van het Verenigd Koninkrijk, maar in onderstaande dominions was het statuut nog niet geratificeerd door de lokale parlementen. Newfoundland was de jure ook een dominion van het Britse Rijk, maar had in 1934 het zelfbestuur opgegeven.
| Korte landsnaam (Nederlands) | Officiële landsnaam (Nederlands) | Korte landsnaam (oorspronkelijke taal/talen) |
| ---------------------------- | -------------------------------- | -------------------------------------------- |
| Australië (tot 9 oktober)    | Gemenebest Australië             | Engels: Australia                            |
| Nieuw-Zeeland                | Dominion Nieuw-Zeeland           | Engels: New Zealand                          |

## Niet algemeen erkende landen
In onderstaande lijst zijn landen opgenomen die een ruime internationale erkenning misten, maar wel de facto onafhankelijk waren en de onafhankelijkheid hadden uitgeroepen.
| Korte landsnaam (Nederlands) | Officiële landsnaam (Nederlands) | Korte landsnaam (oorspronkelijke taal/talen) |
| ---------------------------- | -------------------------------- | -------------------------------------------- |
| Bihać (vanaf november)       | Republiek Bihać                  | Kroatisch: Bihać                             |
| Mongolië                     | Volksrepubliek Mongolië          | Mongools: Mongol Uls / Монгол Улс /          |
| Tibet                        | Tibet                            | Tibetaans: Bod / བོད་                         |

## Niet-onafhankelijke gebieden
Hieronder staat een lijst van afhankelijke gebieden inclusief Åland en Spitsbergen.

### Amerikaans-Britse condominia
| Korte landsnaam (Nederlands) | Status      | Korte landsnaam (oorspronkelijke taal/talen) |
| ---------------------------- | ----------- | -------------------------------------------- |
| Canton en Enderbury          | Condominium | Engels: Canton and Enderbury Islands         |

### Amerikaanse niet-onafhankelijke gebieden
De Amerikaanse Maagdeneilanden, de Filipijnen (vanaf 2 januari door Japan bezet) en Puerto Rico waren organized unincorporated territories, wat wil zeggen dat het afhankelijke gebieden waren van de Verenigde Staten met een bepaalde vorm van zelfbestuur. Daarnaast waren er nog een aantal unorganized unincorporated territories: Amerikaans-Samoa, Baker, Howland, Jarvis, Johnston, Kingman, Midway, Navassa, de Panamakanaalzone, de Petreleilanden, Quita Sueño, Roncador, Serrana, Serranilla, de Swaneilanden. Deze gebieden waren ook afhankelijke gebieden van de VS, maar kenden geen vorm van zelfbestuur. Alaska en Hawaï waren als organized incorporated territories een integraal onderdeel van de VS en zijn derhalve niet in onderstaande lijst opgenomen. Groenland was een Deense kolonie, maar stond vanwege de Duitse bezetting van Denemarken onder Amerikaanse protectie. IJsland, dat in personele unie met Denemarken was verbonden, stond eveneens onder Amerikaanse protectie.
Diverse eilandgebieden werden door de Verenigde Staten geclaimd als unorganized unincorporated territories, maar werden door andere landen bestuurd. De eilandgebieden Birnie, Caroline, Fanning, Flint, Funafuti, Gardner, Kersteiland, Malden, McKean, Nukufetau, Nukulaelae, Niulakita, Phoenix, Starbuck, Sydney, Vostok en Washington vielen onder het bestuur van het Verenigd Koninkrijk (als onderdeel van de Gilbert- en Ellice-eilanden). De eilandgebieden Manihiki, Penrhyn, Pukapuka en Rakahanga vielen onder het bestuur van de Nieuw-Zeeland (als onderdeel van de Cookeilanden); en de eilandgebieden Atafu, Bowditch en Nukunonu vielen onder het bestuur van Nieuw-Zeeland (als onderdeel van de Unie-eilanden, die bestuurd werden vanuit West-Samoa). Guam en Wake waren officieel afhankelijke gebieden van de VS, maar stonden onder Japanse bezetting.
| Korte landsnaam (Nederlands) | Status                                                         | Korte landsnaam (oorspronkelijke taal/talen)                       |
| ---------------------------- | -------------------------------------------------------------- | ------------------------------------------------------------------ |
| Amerikaanse Maagdeneilanden  | Organized unincorporated territory                             | Engels: United States Virgin Islands                               |
| Amerikaans-Samoa             | Unorganized unincorporated territory                           | Engels: American Samoa                                             |
| Baker                        | Unorganized unincorporated territory                           | Engels: Baker Island                                               |
| Filipijnen (tot 2 januari)   | Organized unincorporated territory (Gemenebest)                | Engels: Philippines Filipijns: Pilipinas Japans: Spaans: Filipinas |
| Groenland                    | Zichzelf besturende Deense kolonie onder Amerikaanse protectie | Deens: Grønland Engels: Greenland                                  |
| Howland                      | Unorganized unincorporated territory                           | Engels: Howland Island                                             |
| IJsland                      | Koninkrijk IJsland onder Amerikaanse protectie                 | Engels: Iceland IJslands: Ísland                                   |
| Jarvis                       | Unorganized unincorporated territory                           | Engels: Jarvis Island                                              |
| Johnston                     | Unorganized unincorporated territory                           | Engels: Johnston Atoll                                             |
| Kingman                      | Unorganized unincorporated territory                           | Engels: Kingman Reef                                               |
| Midway                       | Unorganized unincorporated territory                           | Engels: Midway Islands                                             |
| Navassa                      | Unorganized unincorporated territory                           | Engels: Navassa Island                                             |
| Panamakanaalzone             | Unorganized unincorporated territory                           | Engels: Panama Canal Zone                                          |
| Petreleilanden               | Unorganized unincorporated territory                           | Engels: Petrel Islands                                             |
| Puerto Rico                  | Organized unincorporated territory                             | Engels en Spaans: Puerto Rico                                      |
| Quita Sueño                  | Unorganized unincorporated territory                           | Engels: Quitasueño Bank                                            |
| Roncador                     | Unorganized unincorporated territory                           | Engels: Roncador Bank                                              |
| Serrana                      | Unorganized unincorporated territory                           | Engels: Serrana Bank                                               |
| Serranilla                   | Unorganized unincorporated territory                           | Engels: Serranilla Bank                                            |
| Swaneilanden                 | Unorganized unincorporated territory                           | Engels: Swan Islands                                               |

### Australisch-Brits-Nieuw-Zeelandse niet-onafhankelijke gebieden
| Korte landsnaam (Nederlands) | Status        | Korte landsnaam (oorspronkelijke taal/talen) |
| ---------------------------- | ------------- | -------------------------------------------- |
| Nauru (tot 26 augustus)      | Mandaatgebied | Engels: Nauru                                |

### Australische niet-onafhankelijke gebieden
De externe territoria van Australië werden door de Australische overheid gezien als een integraal onderdeel van Australië, maar werden vaak toch beschouwd als afhankelijke gebieden van Australië.
| Korte landsnaam (Nederlands)        | Status             | Korte landsnaam (oorspronkelijke taal/talen) |
| ----------------------------------- | ------------------ | -------------------------------------------- |
| Australisch Antarctisch Territorium | Extern territorium | Engels: Australian Antarctic Territory       |
| Nieuw-Guinea (tot 21 januari)       | Mandaatgebied      | Engels: New Guinea                           |
| Norfolk                             | Extern territorium | Engels: Norfolk Island                       |
| Papoea                              | Extern territorium | Engels: Papua                                |

### Belgische niet-onafhankelijke gebieden
| Korte landsnaam (Nederlands) | Status        | Korte landsnaam (oorspronkelijke taal/talen)  |
| ---------------------------- | ------------- | --------------------------------------------- |
| Belgisch-Congo               | Kolonie       | Frans: Congo belge Nederlands: Belgisch-Congo |
| Ruanda-Urundi                | Mandaatgebied | Frans en Nederlands: Ruanda-Urundi            |

### Brits-Franse condominia
| Korte landsnaam (Nederlands) | Status      | Korte landsnaam (oorspronkelijke taal/talen)  |
| ---------------------------- | ----------- | --------------------------------------------- |
| Nieuwe Hebriden              | Condominium | Engels: New Hebrides Frans: Nouvelle-Hébrides |

### Britse niet-onafhankelijke gebieden
In onderstaande lijst zijn onder meer de Britse (kroon)kolonies en protectoraten weergegeven. Jersey, Guernsey en Man hadden als Britse Kroonbezittingen niet de status van kolonie, maar hadden een andere relatie tot het Verenigd Koninkrijk. Bhutan, Brunei, de Gefedereerde Maleise Staten, Johor en Tonga stonden als protected states onder Britse protectie, maar waren, in tegenstelling tot daadwerkelijke protectoraten, grotendeels autonoom aangaande interne aangelegenheden. De Britse Salomonseilanden, Canton en Enderbury (een Amerikaans-Brits condominium), Fiji (inclusief de Pitcairneilanden), de Gilbert- en Ellice-eilanden, de Nieuwe Hebriden (een Brits-Frans condominium) en Tonga werden door één enkele vertegenwoordiger van de Britse Kroon bestuurd onder de naam Britse West-Pacifische Territoria, maar zijn wel apart in de lijst opgenomen. Basutoland, Beetsjoeanaland en Swaziland werden door een vertegenwoordiger bestuurd onder de naam High Commission Territories, maar zijn ook apart in de lijst opgenomen. Bahrein, Koeweit, Muscat en Oman, Qatar en de Verdragsstaten waren protected states en vielen als zodanig onder de Persian Gulf Residency. Ook deze landen zijn apart in de lijst opgenomen. Newfoundland was de jure een onafhankelijk dominion, maar had in 1934 het zelfbestuur opgegeven. Brits-Indië is de term die refereert aan het Britse gezag op het Indische subcontinent. Het bestond uit gebieden die onder direct gezag vielen van de Britse Kroon (het eigenlijke Brits-Indië) en vele semi-onafhankelijke vorstenlanden (princely states) die door hun eigen lokale heersers werden bestuurd, maar onderhorig waren aan de Britse kolonisator. Deze vorstenlanden staan niet in onderstaande lijst vermeld, maar zijn weergegeven op de pagina vorstenlanden van Brits-Indië. Noord-Borneo viel officieel onder de suzereiniteit van het Sultanaat Sulu, maar stond tot aan de Japanse bezetting van 19 januari onder Britse protectie en is derhalve wel opgenomen in onderstaande lijst. Het Koninkrijk Egypte was sinds 1922 de jure onafhankelijk van het Verenigd Koninkrijk, maar stond tot aan de staatsgreep door de Vrije Officieren in 1952 onder grote Britse invloed.
| Korte landsnaam (Nederlands)                 | Status                                                                 | Korte landsnaam (oorspronkelijke taal/talen)                                                                  |
| -------------------------------------------- | ---------------------------------------------------------------------- | --- |
| Aden                                         | Kroonkolonie                                                           | Engels: Aden Colony                                                                                           |
| Aden                                         | Protectoraat                                                           | Arabisch: Maḥmiyyat ʿAdan / محمية عدن Engels: Aden Protectorate                                               |
| Anglo-Egyptisch Soedan                       | Condominium                                                            | Arabisch: السودان الأنجلو مصري Engels: Anglo-Egyptian Sudan                                                   |
| Bahama-eilanden                              | Kroonkolonie                                                           | Engels: The Bahamas                                                                                           |
| Bahrein                                      | Protected state                                                        | Arabisch: al-Bahrayn / البحرين Engels: Bahrain                                                                |
| Barbados                                     | Kroonkolonie                                                           | Engels: Barbados                                                                                              |
| Basutoland                                   | Kolonie                                                                | Engels: Basutoland                                                                                            |
| Beetsjoeanaland                              | Protectoraat                                                           | Engels: Bechuanaland                                                                                          |
| Bermuda                                      | Kroonkolonie                                                           | Engels: Bermuda                                                                                               |
| Bhutan                                       | Protected state: Koninkrijk Bhutan                                     | Dzongkha: Druk Yul / འབྲུག་ཡུལ་ Engels: Bhutan                                                                   |
| Brits-Birma (tot 1 augustus)                 | Kroonkolonie                                                           | Engels: Burma                                                                                                 |
| Brits-Ceylon                                 | Kroonkolonie                                                           | Engels: Ceylon                                                                                                |
| Britse Benedenwindse Eilanden                | Kroonkolonie                                                           | Engels: British Leeward Islands                                                                               |
| Britse Bovenwindse Eilanden                  | Kroonkolonie                                                           | Engels: British Windward Islands                                                                              |
| Britse Goudkust                              | Kroonkolonie                                                           | Engels: Gold Coast                                                                                            |
| Britse Salomonseilanden                      | Protectoraat                                                           | Engels: British Solomon Islands                                                                               |
| Brits-Guiana                                 | Kroonkolonie                                                           | Engels: British Guiana                                                                                        |
| Brits-Honduras                               | Kroonkolonie                                                           | Engels: British Honduras                                                                                      |
| Brits-Indië                                  | Kroonkolonie                                                           | Engels: British Raj / Indian Empire / India                                                                   |
| Brits-Kameroen                               | Mandaatgebied                                                          | Engels: Cameroons                                                                                             |
| Brits-Somaliland                             | Protectoraat                                                           | Engels: British Somaliland                                                                                    |
| Brits-Togoland                               | Mandaatgebied                                                          | Engels: British Togoland                                                                                      |
| Brunei (tot 6 januari)                       | Protected state: Staat Brunei Darussalam                               | Engels en Maleis: Brunei                                                                                      |
| Cyprus                                       | Kroonkolonie                                                           | Engels: Cyprus                                                                                                |
| Egypte                                       | Vazalstaat: Koninkrijk Egypte                                          | Arabisch: Miṣr / مصر Engels: Egypt                                                                            |
| Eritrea                                      | Brits militair bestuur over Italiaans-Eritrea                          | Engels en Italiaans: Eritrea                                                                                  |
| Faeröer                                      | Militaire bezetting                                                    | Deens: Færøerne Engels: Faroe Islands                                                                         |
| Falklandeilanden                             | Kroonkolonie                                                           | Engels: Falkland Islands                                                                                      |
| Fiji                                         | Kolonie                                                                | Engels: Fiji                                                                                                  |
| Gambia                                       | Protectoraat en Kroonkolonie                                           | Engels: The Gambia                                                                                            |
| Gefedereerde Maleise Staten (tot 31 januari) | Protected state                                                        | Engels: Federated Malay States Maleis: Negeri-negeri Melayu Bersekutu / نڬري٢ ملايو برسكوتو                   |
| Gibraltar                                    | Kroonkolonie                                                           | Engels: Gibraltar                                                                                             |
| Gilbert- en Ellice-eilanden                  | Kroonkolonie                                                           | Engels: Gilbert and Ellice Islands                                                                            |
| Heard en McDonaldeilanden                    | Overzees bezit                                                         | Engels: Heard Island and McDonald Islands                                                                     |
| Irak                                         | Koninkrijk Irak onder Britse bezetting                                 | Arabisch: al-ʿIrāq / العراق Engels: Iraq                                                                      |
| Jamaica                                      | Kroonkolonie                                                           | Engels: Jamaica                                                                                               |
| Johor (tot 31 januari)                       | Protected state                                                        | Engels: Johor Maleis: Johor / جوهور                                                                           |
| Kenia                                        | Kroonkolonie en protectoraat                                           | Engels: Kenya                                                                                                 |
| Koeweit                                      | Protected state: Sjeikdom Koeweit                                      | Arabisch: al-Kuwayt / الكويت Engels: Kuwait                                                                   |
| Line-eilanden                                | Overzees bezit                                                         | Engels: Line Islands                                                                                          |
| Maldivische Eilanden                         | Protectoraat: Sultanaat der Maldiven                                   | Engels: Maldive Islands                                                                                       |
| Malta                                        | Kroonkolonie                                                           | Engels: Malta                                                                                                 |
| Man                                          | Brits Kroonbezit                                                       | Engels: Isle of Man Manx-Gaelisch: Ellan Vannin                                                               |
| Mauritius                                    | Kroonkolonie                                                           | Engels: Mauritius                                                                                             |
| Muscat en Oman                               | Protected state: Sultanaat Muscat en Oman                              | Arabisch: Umān / عُمان Engels: Oman                                                                            |
| Newfoundland                                 | Dominion zonder zelfbestuur                                            | Engels: Newfoundland                                                                                          |
| Nigeria                                      | Kroonkolonie en protectoraat                                           | Engels: Nigeria                                                                                               |
| Noord-Borneo (tot 19 januari)                | Protected state, formeel onder de suzereiniteit van het Sultanaat Sulu | Engels: North Borneo Maleis: Borneo Utara                                                                     |
| Noord-Rhodesië                               | Protectoraat                                                           | Engels: Northern Rhodesia                                                                                     |
| Nyasaland                                    | Protectoraat                                                           | Engels: Nyasaland                                                                                             |
| Oeganda                                      | Protectoraat                                                           | Engels: Uganda                                                                                                |
| Palestina                                    | Mandaatgebied                                                          | Arabisch: Filasţīn / فلسطين Engels: Palestine Hebreeuws: Palestína (EY) / (פָּלֶשְׂתִּינָה (א"י                       |
| Prins Edwardeilanden                         | Overzees bezit                                                         | Engels: Prince Edward Islands                                                                                 |
| Qatar                                        | Protected state                                                        | Arabisch: Qatar / قطر Engels: Qatar                                                                           |
| Seychellen                                   | Kroonkolonie                                                           | Engels: Seychelles                                                                                            |
| Sierra Leone                                 | Kroonkolonie en protectoraat                                           | Engels: Sierra Leone                                                                                          |
| Sint-Helena                                  | Kroonkolonie                                                           | Engels: Saint Helena                                                                                          |
| Somalië                                      | Brits militair bestuur over Italiaans-Somaliland                       | Engels en Italiaans: Somalia                                                                                  |
| Straits Settlements (tot 31 maart)           | Protectoraat                                                           | Chinees: Hǎixiá zhímíndì / 海峡殖民地 Engels: Straits Settlements Maleis: Negeri-Negeri Selat / نڬري-نڬري سلت |
| Suezkanaalzone                               | Kroonkolonie                                                           | Engels: Suez Canal Zone                                                                                       |
| Swaziland                                    | Protectoraat: Koninkrijk Swaziland                                     | Engels: Swaziland Swazi: eSwatini                                                                             |
| Tanganyika                                   | Mandaatgebied                                                          | Engels: Tanganyika                                                                                            |
| Tonga                                        | Protected state: Koninkrijk Tonga                                      | Engels en Tongaans: Tonga                                                                                     |
| Transjordanië                                | Mandaatgebied: Emiraat Transjordanië                                   | Arabisch: Sharq al-ʾUrdun / شرق الأردن Engels: Transjordan                                                    |
| Trinidad en Tobago                           | Kroonkolonie                                                           | Engels: Trinidad and Tobago                                                                                   |
| Verdragsstaten                               | Protected states                                                       | Arabisch: ولايات الساحل المتصالح Engels: Trucial States                                                       |
| Zanzibar                                     | Protectoraat: Sultanaat Zanzibar                                       | Arabisch: Zanjibār / زنجبار Engels: Zanzibar                                                                  |
| Zuid-Rhodesië                                | Kroonkolonie                                                           | Engels: Southern Rhodesia                                                                                     |

### Brits-Russische niet-onafhankelijke gebieden
| Korte landsnaam (Nederlands) | Status                                              | Korte landsnaam (oorspronkelijke taal/talen)              |
| ---------------------------- | --------------------------------------------------- | --------------------------------------------------------- |
| Iran                         | Keizerrijk Iran onder Britse en Russische bezetting | Engels: Iran Perzisch: Īrān / ایران Russisch: Iran / Иран |

### Duitse niet-onafhankelijke gebieden
| Korte landsnaam (Nederlands) | Status                                                                                                   | Korte landsnaam (oorspronkelijke taal/talen)                                                                 |
| ---------------------------- | --- | --- |
| België en Noord-Frankrijk    | Militärverwaltung in Belgien und Nordfrankreich                                                          | Duits: Belgien und Nordfrankreich Frans: Belgique et Nord de la France Nederlands: België en Noord-Frankrijk |
| Bohemen en Moravië           | Protectoraat                                                                                             | Duits: Böhmen und Mähren Tsjechisch: Čechy a Morava                                                          |
| Denemarken                   | Koninkrijk Denemarken onder Duitse bezetting                                                             | Deens: Danmark Duits: Dänemark                                                                               |
| Frankrijk                    | Militärverwaltung in Frankreich (zone nord)                                                              | Duits: Frankreich Frans: France                                                                              |
| Frankrijk                    | Vazalstaat: Franse Staat / Vichy-Frankrijk (tot 11 november) Bezet gebied (zone sud) (vanaf 11 november) | Frans: France                                                                                                |
| Griekenland                  | Vazalstaat: Griekse Staat                                                                                | Grieks: Hellas / 'Ελλας                                                                                      |
| Kroatië                      | Vazalstaat: Onafhankelijke Staat Kroatië                                                                 | Kroatisch: Hrvatska                                                                                          |
| Luxemburg (tot augustus)     | Militaire bezetting                                                                                      | Duits: Luxemburg                                                                                             |
| Nederland                    | Reichskommissariat Niederlande                                                                           | Duits: Niederlande Nederlands: Nederland                                                                     |
| Noorwegen                    | Reichskommissariat Norwegen                                                                              | Bokmål: Norge Duits: Norwegen Nynorsk: Noreg                                                                 |
| Oekraïne                     | Reichskommissariat Ukraine                                                                               | Duits: Ukraine Oekraïens: Ukraina / Україна                                                                  |
| Ostland                      | Reichskommissariat Ostland                                                                               | Duits: Ostland                                                                                               |
| Servië                       | Gebiet des Militärbefehlshabers in Serbien                                                               | Duits: Serbien Servisch: Srbija / Србија                                                                     |
| Slowakije                    | Vazalstaat: Slowaakse Republiek                                                                          | Slowaaks: Slovensko                                                                                          |
| Tunesië (vanaf 10 november)  | Bezet gebied                                                                                             | Arabisch: Tūnis / تونس Duits: Frans: Tunisie                                                                 |

### Finse niet-onafhankelijke gebieden
Åland maakte eigenlijk integraal onderdeel uit van Finland, maar heeft sinds de Vrede van Parijs (1856) een internationaal erkende speciale status met grote autonomie.
| Korte landsnaam (Nederlands) | Status          | Korte landsnaam (oorspronkelijke taal/talen) |
| ---------------------------- | --------------- | -------------------------------------------- |
| Åland                        | Autonoom gebied | Zweeds: Åland                                |

### Franse niet-onafhankelijke gebieden
Het Europese deel van Frankrijk stond onder Duitse bezetting of de vazalregering van Vichy-Frankrijk. De Franse overzeese gebiedsdelen stonden echter onder controle van de Vrije Fransen (France libre) of het Franse Armée d'Afrique, met uitzondering van Frans-West-Afrika (tot november), Madagaskar (tot 14 december), Réunion (tot 28 november), Frans-Somaliland (tot 28 december), Frans-Togoland (tot november), Frans-Marokko (tot november) en Tunesië (tot 10 november), de Unie van Indochina, Wallis en Futuna (tot 27 mei) en de Franse Antillen en Guyana, die onder het bestuur stonden van Vichy-Frankrijk. De Franse Antillen en Guyana bestonden uit Frans-Guyana, Inini, Martinique en Guadeloupe. Frans-West-Afrika was een federatie van Franse koloniën bestaande uit Dahomey, Frans-Guinea, Frans-Soedan, Ivoorkust, Mauritanië, Niger en Senegal. Frans-Equatoriaal Afrika was een kolonie die bestond uit vier territoria: Gabon, Midden-Congo, Oubangui-Chari en Tsjaad. De Unie van Indochina, ofwel Frans-Indochina, was een federatie die bestond uit het Protectoraat Cambodja, het Koninkrijk Laos, het Protectoraat Annam, het Protectoraat Tonkin en de kolonie Frans-Cochin-China. Tunesië stond vanaf 10 november onder Duitse bezetting en Madagaskar stond vanaf 14 december onder Britse bezetting. Algerije werd, met uitzondering van de zuidelijke territoria, bestuurd als een integraal onderdeel van Frankrijk (vanaf 8 november onder controle van de Vrije Fransen), maar is wel apart in de lijst opgenomen.
| Korte landsnaam (Nederlands)       | Status                                                                 | Korte landsnaam (oorspronkelijke taal/talen) |
| ---------------------------------- | ---------------------------------------------------------------------- | -------------------------------------------- |
| Algerije                           | Verzameling departementen en territoria                                | Frans: Algérie                               |
| Franse Antillen en Guyana          | Kolonie                                                                | Frans: Antilles françaises                   |
| Frans-Equatoriaal-Afrika           | Kolonie                                                                | Frans: Afrique équatoriale française         |
| Frans-Indië                        | Kolonie                                                                | Frans: Établissements français de l'Inde     |
| Frans-Kameroen                     | Mandaatgebied                                                          | Frans: Cameroun                              |
| Frans-Madagaskar (tot 14 december) | Kolonie                                                                | Frans: Madagascar                            |
| Frans-Marokko                      | Protectoraat                                                           | Arabisch: al-Maghrib / المغرب Frans: Maroc   |
| Frans-Oceanië                      | Kolonie                                                                | Frans: Océanie française                     |
| Frans-Somaliland                   | Kolonie                                                                | Frans: Côte française des Somalis            |
| Frans-Togoland                     | Mandaatgebied                                                          | Frans: Togoland français                     |
| Frans-West-Afrika                  | Kolonie                                                                | Frans: Afrique occidentale française         |
| Nieuw-Caledonië                    | Kolonie                                                                | Frans: Nouvelle-Calédonie                    |
| Réunion                            | Kolonie                                                                | Frans: Réunion                               |
| Saint-Pierre en Miquelon           | Kolonie                                                                | Frans: Saint-Pierre et Miquelon              |
| Tunesië (tot 10 november)          | Protectoraat                                                           | Arabisch: Tūnis / تونس Frans: Tunisie        |
| Unie van Indochina                 | Federatie van Franse koloniën en protectoraten: Indo-Chinese Federatie | Frans: Fédération indochinoise               |
| Wallis en Futuna                   | Kolonie                                                                | Frans: Wallis-et-Futuna                      |

### Niet-onafhankelijke gebieden onder geallieerde bezetting
| Korte landsnaam (Nederlands) | Status                                                        | Korte landsnaam (oorspronkelijke taal/talen)          |
| ---------------------------- | ------------------------------------------------------------- | ----------------------------------------------------- |
| Libanon                      | Republiek Libanon onder een Brits-Franse militaire bezetting  | Arabisch: Lubnān / لبنان Engels: Lebanon Frans: Liban |
| Syrië                        | Syrische Republiek onder een Brits-Franse militaire bezetting | Arabisch: Engels: Syria Frans: Syrie                  |

### Italiaanse niet-onafhankelijke gebieden
| Korte landsnaam (Nederlands) | Status                                      | Korte landsnaam (oorspronkelijke taal/talen)           |
| ---------------------------- | ------------------------------------------- | ------------------------------------------------------ |
| Albanië                      | Protectoraat (Koninkrijk Albanië)           | Albanees: Shqipëria                                    |
| Italiaans-Libië              | Kolonie                                     | Italiaans: Libia Italiana                              |
| Italiaanse Egeïsche Eilanden | Kolonie                                     | Italiaans: Possedimenti Italiani delle isole dell'Egeo |
| Monaco (vanaf 16 november)   | Vorstendom Monaco onder militaire bezetting | Frans en Italiaans: Monaco                             |
| Montenegro                   | Protectoraat: Koninkrijk Montenegro         | Montenegrijns: Crna Gora                               |

### Japanse niet-onafhankelijke gebieden
| Korte landsnaam (Nederlands)     | Status                                   | Korte landsnaam (oorspronkelijke taal/talen)                                    |
| -------------------------------- | ---------------------------------------- | ------------------------------------------------------------------------------- |
| Birma (vanaf 1 augustus)         | Bezet gebied                             | Birmaans: ဗမာ Engels: Burma Japans: Biruma-koku / ビルマ国                       |
| Borneo                           | Bezet gebied                             | Japans:                                                                         |
| Filipijnen (vanaf 2 januari)     | Bezet gebied                             | Filipijns: Pilipinas Japans: Firipin / フィリピン                               |
| Guam                             | Bezet gebied                             | Japans: Guamu / グアム                                                          |
| Hongkong                         | Bezet gebied                             | Japans: Honkon / 香港 Kantonees: Heung Kôong / 香港 Mandarijn: Xiānggǎng / 香港 |
| Japans-China                     | Vazalstaat: Republiek China              | Chinees: Zhōnghuá Mínguó / 中華民國 Japans:                                     |
| Korea                            | Afhankelijk gebied                       | Japans: Chōsen Koreaans: Chosŏn / 한국                                          |
| Malakka                          | Bezet gebied                             | Japans:                                                                         |
| Mantsjoekwo                      | Vazalstaat: Grote Keizerrijk Mantsjoekwo | Chinees: Mănzhōu Guó / 滿洲國 Japans: Manshū koku / 滿洲國                      |
| Nauru (vanaf 26 augustus)        | Bezet gebied                             | Japans:                                                                         |
| Nederlands-Indië (vanaf 8 maart) | Bezet gebied                             | Japans: Nederlands: Nederlands-Indië                                            |
| Nieuw-Guinea (tot 21 januari)    | Bezet gebied                             | Japans:                                                                         |
| Taiwan                           | Afhankelijk gebied                       | Chinees: 臺灣 Japans:                                                           |
| Wake                             | Bezet gebied                             | Japans: ウェーク島                                                              |
| Zuid-Pacifisch Mandaatgebied     | Mandaatgebied                            | Japans: Nan'yō-chō / 南洋庁                                                     |

### Nederlandse niet-onafhankelijke gebieden
Tijdens de Duitse bezetting van Nederland stonden de Nederlandse koloniën onder gezag van de Nederlandse regering in ballingschap.
| Korte landsnaam (Nederlands)   | Status             | Korte landsnaam (oorspronkelijke taal/talen) |
| ------------------------------ | ------------------ | -------------------------------------------- |
| Curaçao                        | Overzees rijksdeel | Nederlands: Gebiedsdeel Curaçao              |
| Nederlands-Indië (tot 8 maart) | Overzees rijksdeel | Nederlands: Nederlands-Indië                 |
| Suriname                       | Overzees rijksdeel | Nederlands: Suriname                         |

### Nieuw-Zeelandse niet-onafhankelijke gebieden
| Korte landsnaam (Nederlands) | Status             | Korte landsnaam (oorspronkelijke taal/talen) |
| ---------------------------- | ------------------ | -------------------------------------------- |
| Cookeilanden                 | Afhankelijk gebied | Engels: Cook Islands                         |
| Niue                         | Afhankelijk gebied | Engels: Niue                                 |
| Ross Dependency              | Afhankelijk gebied | Engels: Ross Dependency                      |
| Unie-eilanden                | Afhankelijk gebied | Engels: Union Islands                        |
| West-Samoa                   | Mandaatgebied      | Engels: Western Samoa                        |

### Noorse niet-onafhankelijke gebieden
Tijdens de Duitse bezetting van Noorwegen stond Jan Mayen niet onder Duitse bezetting.
| Korte landsnaam (Nederlands) | Status                                                 | Korte landsnaam (oorspronkelijke taal/talen) |
| ---------------------------- | ------------------------------------------------------ | -------------------------------------------- |
| Jan Mayen                    | Gebied onder bestuur van de gouverneur van Spitsbergen | Noors: Jan Mayen                             |

### Portugese niet-onafhankelijke gebieden
| Korte landsnaam (Nederlands)                | Status                                             | Korte landsnaam (oorspronkelijke taal/talen) |
| ------------------------------------------- | -------------------------------------------------- | -------------------------------------------- |
| Kaapverdië                                  | Kolonie                                            | Portugees: Cabo Verde                        |
| Macau                                       | Kolonie                                            | Portugees: Macau                             |
| Manica en Sofala (tot 18 juli)              | Gebied onder beheer van de Companhia de Moçambique | Portugees: Manica e Sofala                   |
| Portugees-Guinea                            | Kolonie                                            | Portugees: Guiné Portuguesa                  |
| Portugees-Indië (ook wel: Goa)              | Kolonie                                            | Portugees: Estado da Índia Portuguesa        |
| Portugees-Oost-Afrika (ook wel: Mozambique) | Kolonie                                            | Portugees: África Oriental Portuguesa        |
| Portugees-West-Afrika (ook wel: Angola)     | Kolonie                                            | Portugees: África Ocidental Portuguesa       |
| Sao Tomé en Principe                        | Kolonie                                            | Portugees: São Tomé e Príncipe               |

### Niet-onafhankelijke gebieden van de Sovjet-Unie
| Korte landsnaam (Nederlands) | Status                                  | Korte landsnaam (oorspronkelijke taal/talen) |
| ---------------------------- | --------------------------------------- | -------------------------------------------- |
| Tannoe-Toeva                 | Vazalstaat: Volksrepubliek Tannoe-Toeva | Russisch: Tyva / Тува́ Toevaans: Tıwa / Тьва  |

### Spaanse niet-onafhankelijke gebieden
| Korte landsnaam (Nederlands) | Status       | Korte landsnaam (oorspronkelijke taal/talen)                                  |
| ---------------------------- | ------------ | ----------------------------------------------------------------------------- |
| Ifni                         | Protectoraat | Spaans: Ifni                                                                  |
| Spaans-Guinea                | Kolonie      | Spaans: Guinea Española                                                       |
| Spaans-Marokko               | Protectoraat | Arabisch: Isbāniyā fi-l-Magrib / إسبَانِيَا بالمَغْربْ Spaans: Español de Marruecos |
| Spaanse Sahara               | Kolonie      | Spaans: Sahara Español                                                        |

### Zuid-Afrikaanse niet-onafhankelijke gebieden
| Korte landsnaam (Nederlands) | Status        | Korte landsnaam (oorspronkelijke taal/talen)                                    |
| ---------------------------- | ------------- | ------------------------------------------------------------------------------- |
| Zuidwest-Afrika              | Mandaatgebied | Afrikaans: Suidwes-Afrika Engels: South West Africa Nederlands: Zuidwest-Afrika |